# بير لودفيغ ماغنوس
بير لودفيغ ماغنوس (بالنرويجية البوكمول: Per Ludvig Magnus)‏ هو دبلوماسي نرويجي، ولد في 9 أبريل 1945، وتوفي في 19 يونيو 2015.